# Gloeocantharellus uitotanus
Gloeocantharellus uitotanus är en svampart som beskrevs av Vasco-Pal. & Franco-Mol. 2005. Gloeocantharellus uitotanus ingår i släktet Gloeocantharellus och familjen Gomphaceae.   Inga underarter finns listade i Catalogue of Life.